# بویلاپوش
بویلاپوش، روستایی است از توابع بخش مرکزی شهرستان خوی استان آذربایجان غربی ایران.

## جمعیت
این روستا در دهستان رهال قرار داشته و بر اساس سرشماری سال ۱۳۸۵ جمعیت آن ۲۳۸ نفر (۴۰ خانوار)
بوده‌است.